# Lista de presidentes da União Nacional dos Estudantes
Esta é uma lista de presidentes da União Nacional dos Estudantes (UNE).

## Estado Novo(3.ª República)
| Nº | Nome                          | Início | Fim  | Presidente     |
| -- | ----------------------------- | ------ | ---- | -------------- |
| 1  | Valdir Ramos Borges           | 1938   | 1939 | Getúlio Vargas |
| 2  | Trajano Pupo Netto            | 1939   | 1940 | Getúlio Vargas |
| 3  | Luís Pinheiro Paes Leme       | 1940   | 1941 | Getúlio Vargas |
| 4  | Hélio de Almeida (renunciou)  | 1941   | 1942 | Getúlio Vargas |
| 5  | Hélio Mota                    | 1943   | 1945 | Getúlio Vargas |
| 6  | Ernesto da Silveira Bagdocimo | 1945   | 1946 | José Linhares  |

## Período Populista(4.ª República)
| Nº | Nome                                           | Início        | Fim                | Presidente                      |
| -- | ---------------------------------------------- | ------------- | ------------------ | ------------------------------- |
| 7  | José Bonifácio Coutinho Nogueira               | 1946          | 1947               | Gaspar Dutra                    |
| 8  | Roberto Gusmão                                 | 1947          | 1948               | Gaspar Dutra                    |
| 9  | Genival Barbosa Guimarães                      | 1948          | 1949               | Gaspar Dutra                    |
| 10 | Rogê Ferreira (renunciou)                      | 1949          | 1950               | Gaspar Dutra                    |
| 11 | José Frejat (eleito em reunião extraordinária) | 1950          | 1950               | Gaspar Dutra                    |
| 12 | Olavo Jardim Campos                            | 1950          | 1951               | Gaspar Dutra                    |
| 12 | Olavo Jardim Campos                            | 1951          | 1952               | Getúlio Vargas                  |
| 13 | Luis Carlos Goelver                            | 1952          | 1953               | Getúlio Vargas                  |
| 14 | João Pessoa de Albuquerque                     | 1953          | 1954               | Getúlio Vargas                  |
| 15 | Augusto Cunha Neto                             | 1954          | 1955               | Café Filho                      |
| 16 | Carlos Veloso de Oliveira                      | 1955          | 1956               | Nereu Ramos                     |
| 17 | José Batista de Oliveira Júnior                | 1956          | 1957               | Juscelino Kubitschek            |
| 18 | Marcos Heusi                                   | 1957          | 1958               | Juscelino Kubitschek            |
| 19 | Raimundo do Eirado Silva                       | 1958          | 1959               | Juscelino Kubitschek            |
| 20 | João Manuel Conrado Ribeiro                    | 1959          | 1960               | Juscelino Kubitschek            |
| 21 | Oliveiros Guanais                              | 1960          | 1961               | Juscelino Kubitschek            |
| 21 | Oliveiros Guanais                              | 1961          | 1961               | Jânio Quadros                   |
| 22 | Aldo Arantes                                   | 1961          | julho de 1962      | João Goulart (parlamentarismo)  |
| 23 | Vinícius Caldeira Brant                        | julho de 1962 | julho de 1963      | João Goulart (parlamentarismo)  |
| 24 | José Serra (não terminou mandato)              | julho de 1963 | 1 de abril de 1964 | João Goulart (presidencialismo) |

## Ditadura militar(5.ª República)
| Nº            | Nome                           | Início              | Fim                 | Presidente      |
| ------------- | ------------------------------ | ------------------- | ------------------- | --------------- |
| 25            | Antônio Xavier / Altino Dantas | 1965                | 1966                | Castelo Branco  |
| 26            | Jorge Luís Guedes              | 1966                | 1968                | Costa e Silva   |
| 27            | Luís Travassos                 | 1968                | 1969                | Costa e Silva   |
| 28            | Jean Marc von der Weid         | 1969                | 1971                | Emílio Médici   |
| 29            | Honestino Guimarães            | 1971                | 1973                | Emílio Médici   |
| Sem atividade | Sem atividade                  | 1973                | 15 de março de 1974 | Emílio Médici   |
| Sem atividade | Sem atividade                  | 15 de março de 1974 | 1979                | Ernesto Geisel  |
| 30            | Ruy Cezar                      | 1979                | 1980                | João Figueiredo |
| 31            | Aldo Rebelo                    | 1980                | 1981                | João Figueiredo |
| 32            | Javier Alfaya                  | novembro de 1981    | outubro de 1982     | João Figueiredo |
| 33            | Clara Araújo                   | outubro de 1982     | 1983                | João Figueiredo |
| 34            | Acildon de Mattos Paes         | 1983                | 1984                | João Figueiredo |
| 35            | Renildo Calheiros              | 1984                | 15 de março de 1985 | João Figueiredo |

## Nova República(6.ª República)
| Nº | Imagem               | Nome                | Início               | Fim                       | Presidente                |
| -- | -------------------- | ------------------- | -------------------- | ------------------------- | ------------------------- |
| —  |                      | Renildo Calheiros   | 15 de março de 1985  | 1986                      | José Sarney               |
| 36 |                      | Gisela Mendonça     | 1986                 | 1987                      | José Sarney               |
| 37 |                      | Valmir Santos       | 1987                 | 1988                      | José Sarney               |
| 38 |                      | Juliano Coberllini  | 1988                 | 1989                      | José Sarney               |
| 39 |                      | Claudio Langone     | 1989                 | 14 de março de 1990       | José Sarney               |
| 39 | 14 de março de 1990  | Claudio Langone     | 1991                 | Fernando Collor           |                           |
| 40 |                      | Patrícia de Angelis | 1991                 | Fernando Collor           | 1992                      |
| 41 |                      | Lindbergh Farias    | 1992                 | 1993                      | Itamar Franco             |
| 42 |                      | Fernando Gusmão     | 1993                 | 1995                      | Itamar Franco             |
| 43 |                      | Orlando Silva       | 1995                 | 1997                      | Fernando Henrique Cardoso |
| 44 |                      | Ricardo Cappelli    | 1997                 | 1999                      | Fernando Henrique Cardoso |
| 45 |                      | Wadson Ribeiro      | 1999                 | 2001                      | Fernando Henrique Cardoso |
| 46 |                      | Felipe Maia         | 2001                 | 2003                      | Fernando Henrique Cardoso |
| 47 |                      | Gustavo Petta       | 2003                 | 2007                      | Luiz Inácio Lula da Silva |
| 48 |                      | Lúcia Stumpf        | 2007                 | 2009                      | Luiz Inácio Lula da Silva |
| 49 |                      | Augusto Chagas      | 2009                 | 1 de janeiro de 2011      | Luiz Inácio Lula da Silva |
| 49 | 1 de janeiro de 2011 | Augusto Chagas      | 17 de julho de 2011  | Dilma Rousseff            |                           |
| 50 |                      | Daniel Iliescu      | 17 de julho de 2011  | Dilma Rousseff            | 2 de junho de 2013        |
| 51 |                      | Virgínia Barros     | 2 de junho de 2013   | Dilma Rousseff            | 7 de junho de 2015        |
| 52 |                      | Carina Vitral       | 7 de junho de 2015   | Dilma Rousseff            | 12 de maio de 2016        |
| 52 | 12 de maio de 2016   | Carina Vitral       | 18 de junho de 2017  | Michel Temer              |                           |
| 53 |                      | Marianna Dias       | 18 de junho de 2017  | Michel Temer              | 31 de dezembro de 2018    |
| 53 | 1 de janeiro de 2018 | Marianna Dias       | 13 de agosto de 2019 | Jair Bolsonaro            |                           |
| 54 |                      | Iago Montalvão      | 13 de agosto de 2019 | Jair Bolsonaro            | 18 de julho de 2021       |
| 55 |                      | Bruna Brelaz        | 18 de julho de 2021  | Jair Bolsonaro            | 31 de dezembro de 2022    |
| 55 | 1 de janeiro de 2023 | Bruna Brelaz        | 16 de julho de 2023  | Luiz Inácio Lula da Silva |                           |
| 56 |                      | Manuella Mirella    | 16 de julho de 2023  | Luiz Inácio Lula da Silva | 20 de julho de 2025       |
| 57 |                      | Bianca Borges       | 20 de julho de 2025  | Luiz Inácio Lula da Silva | ___                       |